# Le Réveil breton
Le Réveil breton est une revue régionaliste bretonne, bulletin officiel de la Fédération régionaliste de Bretagne (FRB).
La revue paraît en 1920 et s'éteint une première fois en 1929, avant de reparaître en 1934 jusqu'en 1944. La revue propose des articles des membres de la FRB, dont Jean Choleau, Léon Le Berre ou encore François Jaffrennou.
À partir du deuxième numéro de l'année 1939, Le Réveil breton paraît, augmenté de Galerne, une petite revue sur le folklore de la Haute-Bretagne.

## Sources et références
- Ernest Le Barzic, Jean Choleau. Son œuvre. La Fédération Régionaliste de Bretagne (Unvaniez Arvor), Imprimeries Simon, Rennes, non daté, 64 pages.
- Le Réveil breton, Quelques numéros disponibles sur le site de l'IDBE